# Afrikansk skogsuggla
Afrikansk skogsuggla (Strix woodfordii) är en fågel i familjen ugglor inom ordningen ugglefåglar. Den förekommer i beskogade områden i Afrika söder om Sahara. Beståndet anses vara livskraftigt.

## Utseende och läte
Afrikansk skogsuggla är medelstor och knubbig, brunfärgad uggla. Huvudet är stort och runt utan örontofsar. Undersidan är kraftigt tvärbandad och i ansiktet syns vita halvmånar. Färgsättningen varierar geografiskt från mörkbrun till ljust rostbrun. Hanen låter höra ett stifande "hu-wuuuu", medan båda könen yttrar en stigande och fallande grälande serie, ofta i duett.

## Utbredning och systematik
Afrikansk skogsuggla förekommer i stora delar av Afrika söder om Sahara. Den delas in i fyra underarter med följande utbredning:
- Strix woodfordii nuchalis – förekommer från Senegal och Gambia till södra Sudan, Uganda, norra Angola och västra Demokratiska republiken Kongo, samt på ön Bioko
- Strix woodfordii umbrina – förekommer i Etiopien och sydöstra Sydsudan
- Strix woodfordii nigricantior – förekommer från södra Somalia till Kenya, Tanzania, Zanzibar och östra Demokratiska republiken Kongo
- Strix woodfordii woodfordii – förekommer från södra Angola till södra Demokratiska republiken Kongo, Botswana, sydvästra Tanzania och Sydafrika

## Levnadssätt
Afrikansk skogsuggla hittas i tättvuxet skogslandskap, skogar, trädgårdar och plantage. Födan är varierad, bestående huvudsakligen av insekter men tar även reptiler, grodor, små dägddjur som gnagare och näbbmöss samt  fåglar som tättingar och kungsfiskare.

## Status och hot
Arten har ett stort utbredningsområde, men tros minska i antal, dock inte tillräckligt kraftigt för att den ska betraktas som hotad. Internationella naturvårdsunionen IUCN listar arten som livskraftig (LC).

## Namn
Ursprunget till fågelns vetenskapliga artnamn anges inte av Smith som beskrev arten men sägs syfta på John Alexander Woodford, samlare av fågelkonstverk, bibliofil och i British Army.

## Bildgalleri

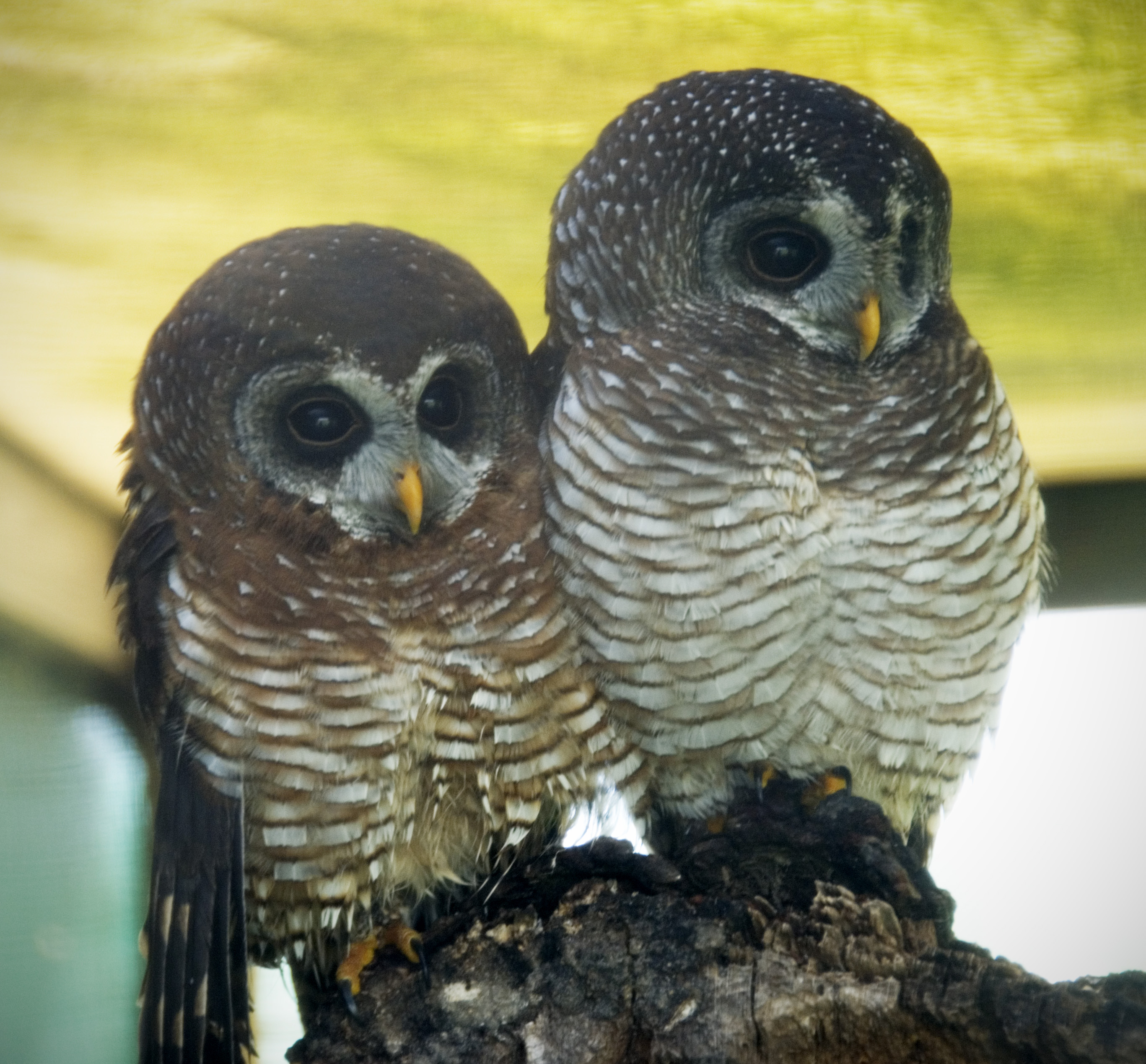
Ett par (det vill säga en hane och en hona).
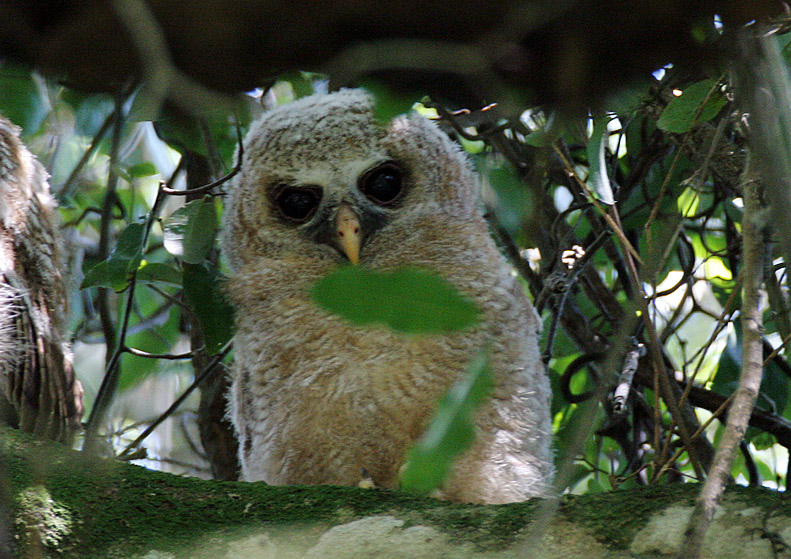
En juvenil afrikansk skogsuggla.